# Prins Albertfonds
Het Prins Albert Fonds (Prince Albert Fund) is een Belgische non-profitorganisatie (fonds) onder beheer van de Koning Boudewijnstichting. Het fonds stelt beurzen ter beschikking die jonge Belgische professionals de gelegenheid geven ervaring op te doen in het buitenland. De nadruk ligt hierbij op Business Development buiten West-Europa . Het fonds wordt beheerd door het VBO, VOKA, UWE en BECI.  
Het fonds werd in 1984 opgericht door het Verbond van Belgische Ondernemingen en de Koning Boudewijnstichting ter gelegenheid van de 50e verjaardag van Prins Albert. Het was bedoeld als dank voor de inzet van de toenmalige prins om de Belgische export te promoten. Prins Albert en later Prins Filip en Prinses Astrid ondersteunen het fonds.
Sinds zijn oprichting deelde het Prins Albertfonds een 300-tal beurzen uit voor meer dan 135 bedrijven.
In 2007 volgde Chris Burggraeve ex-CEO Bekaert Julien De Wilde op als voorzitter van het fonds. De huidige voorzitter is Emmanuel Caeymaex, VP Immunologie UCB en zelf alumni.

## De beurs
Elk jaar worden tussen de 20 tot 30 jongeren geselecteerd via een strenge selectieprocedure in verschillende rondes. Het fonds telt hoge eisen aan potentiële kandidaten. Zo dienen de kandidaten meerdere diploma's (minstens een cum laude masterdiploma) te hebben, polyglot zijn en reeds internationale ervaring hebben opgedaan. Kandidaten moeten op het ogenblik van de aanvraag jonger zijn dan 30 jaar en de Belgische nationaliteit hebben. Aangezien kandidaten ook ten minste 3 jaar werkervaring moeten hebben, is het programma geen traineeship en kan het programma worden beschouwd als een alternatief voor een MBA. 
Enkele gerealiseerde projecten zijn; de opstart van een distributiecentrum in India voor Greenyard, het opzetten van een direct distributiekanaal in China voor Unilin, project managment voor UCB in de APAC regio, M&A ondersteuning voor Ageas in Hong-Kong, marktonderzoek voor AGC Glass in West-Afrika, het opstarten van een overzees kantoor voor Unifly in New York, de ontwikkeling van rapporteringsstandaarden voor Korys in Brazilië, de oprichting van het kantoor in Singapore voor Unifiedpost Group, ...